# Personnages dans Dombey et Fils
Vous lisez un « bon article » labellisé en 2014.
Dombey et Fils, publié par Charles Dickens en 1848, est loin d'être le plus peuplé de ses romans. De plus, presque tous les personnages, l'héroïne Florence sans doute exceptée, apparaissent comme des « personnages-humeurs », selon l'expression forgée par Samuel Johnson, c'est-à-dire caractérisés par une exagération, voire une excentricité, bonne ou mauvaise, qui tend à résumer leur personnalité. Même Le Petit Paul, l'enfant mâle enfin né pour perpétuer la puissante firme « Dombey and Son », devient bizarre, est jugé vieillot et démodé, mais adulte avant l'âge, capable de comprendre, avant qu'il ne meure prématurément, le mystère des vagues et au-delà, du cosmos tout entier.
Dickens insiste surtout sur les rapports existant entre eux, en particulier sur l'étrange relation qu'entretiennent la fille Florence et le père Mr Dombey, appelée à changer seulement lors du dénouement, après que ce dernier, jusqu'alors absent, inutile et cruellement indifférent, a enfin connu la rédemption au bout d'un chemin initiatique comme à rebours, jalonné par la défaite, le chagrin, la maladie. Cette relation pose d'ailleurs de nombreux problèmes pour lesquels les critiques ont proposé, selon les générations, des explications moralisatrices, sociétales, psychanalytiques ou féministes.
À l'évidence, Dickens privilégie moins la caractérisation de chacun, utilisant surtout à cette fin deux procédés traditionnels issus des XVIIe et du XVIIIe siècle, l'ironie satirique dirigée contre les méchants et le sentimentalisme, souvent poussé jusqu'au mélodramatique, porté vers les bons qui, à la fin du roman, se trouvent réunis autour d'une symbolique bouteille de vieux madère dont la présence ou l'absence n'a cessé de ponctuer l'évolution de l'action.

## Recensement

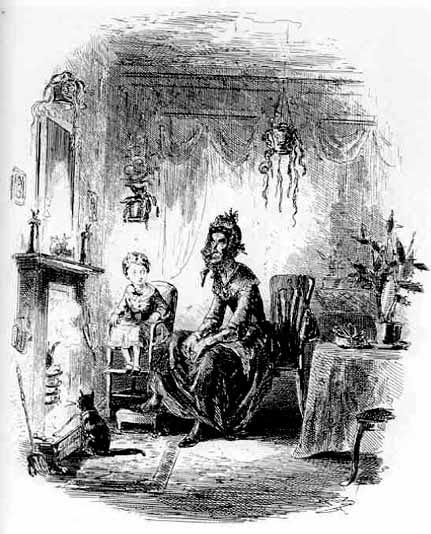
Paul et Mrs Pipchin (ch 8), par Phiz

Presque tous les noms propres évoquent, par leur sonorité, directement ou par allusion, un trait de caractère. Une brève explication est donnée au regard de chacun d'entre eux.
- Mr Paul Dombey : riche propriétaire d'une maison d'expédition. Le nom « Dombey » évoque l'adjectif dumb qui, au sens figuré, signifie « stupide », et aussi le nom commun donkey (« âne »).
- Edith Granger : veuve orgueilleuse, fille de Mrs Skewton, qui devient la seconde Mrs Dombey. Les malheurs que lui apporte ce mariage la rapprochent de Florence, la fille négligée de Dombey.
- Mrs Fanny Dombey : première épouse de Mr Dombey, mère de Florence et de Paul, morte peu après la naissance du bébé. Le prénom Fanny a une connotation proprement féminine en anglais de Grande-Bretagne[1].
- Master Paul Dombey (Le Petit Paul) : fils de Mr Dombey, malingre et souvent malade. Héritier présomptif de la maison « Dombey et Fils », il meurt à l'âge de neuf ans après avoir subi une éducation rigide et forcée.
- Miss Florence (Floy) Dombey : fille aînée de Mr Dombey qu'il néglige sans ménagement. Dans « Florence », comme en français, se retrouve le mot « fleur ».
- Mrs Louisa Chick : sœur de Mr Dombey. Chick signifie « poussin ».
- Mr Chick : époux de Mrs Chick.
- Miss Lucretia Tox : amie de Mrs Chick, grande admiratrice de Mr Dombey et voisine du Major Joseph Bagstock. Tox rappelle la drogue, comme si la demoiselle en question était « intoxiquée », tant elle est imbue de Mr Dombey.
- James Carker (Mr Carker the Manager) (Carker le Directeur) : directeur véreux de la firme « Dombey and Son ». Carker évoque le « chancre » (canker) et le souci qui ronge les âmes (cark).
- John Carker (Mr Carker the Junior) : frère aîné de James Carker, en disgrâce et voué à des tâches subalternes chez « Dombey and Son ».
- Miss Harriet Carker : sœur des précédents.
- Mr Morfin : sous-directeur de la maison Dombey. Dans Morfin se retrouve morphia, la morphine.
- Mr Perch : garçon de course chez Dombey. Perch évoque le poisson du même nom et la perche utilisée pour atteindre quelque chose. Mr Perch a l'art de filer comme l'une et d'atteindre comme l'autre.
- Solomon (Uncle Sol) Gills : fabricant d'instruments nautiques et propriétaire de la boutique The Wooden Midshipman (« L'Aspirant de Bois »). Son prénom, dont l'abréviation signifie « soleil », évoque la sagesse légendaire du personnage biblique Salomon ; son patronyme veut littéralement dire « branchies » (gills).
- Walter Gay : neveu de Solomon Gills, ami de Florence, employé de Mr Dombey, exilé par Carker the Manager. Le nom Gay[N 1] souligne la joie de vivre et le prénom Walter, très usuel, la plus totale normalité.
- Captain Edward (Ned) Cuttle : officier de marine à la retraite, ami de Gills. Cuttle est l'abréviation de cuttlefish qui signifie « seiche » ; le nom, à une consonne près, évoque aussi scuttle (« se saborder »).
- Major Joseph Bagstock (Josh, Joe, J. B., Old Joe) : commandant de l'armée de terre à la retraite, grand admirateur de Miss Tox et ami de Dombey jusqu'à sa chute. Le nom Bagstock évoque une vieille baudruche remplie d'un parler aussi clinquant que vide.
- Briggs : condisciple de Paul.
- Tozer : condisciple de Paul.
- Mr P. Toots : condisciple de Paul, et futur dandy amoureux de Florence, il finira par épouser Susan Nipper.
- The Game Chicken : pseudonyme d'un camarade de Mr Toots, porté à la bagarre et au chahut. Son nom évoque la boxe professionnelle.
- Miss Susan Nipper : nourrice de Florence qu'elle chérit et défend sans faillir. Elle épouse finalement Mr Toots. Son nom évoque sa langue affutée, « nipper », de nip (« pincement »).
- Mrs Cleopatra Skewton : mère infirme de Edith Granger Dombey et ancienne maîtresse de Bagstock. Le prénom rappelle le clinquant passé de la dame et son nom contient l'adjectif skew qui signifie « de travers, faussé ». De plus, skew est proche de skewer (« la broche à rôtir »), ce qui peut être une allusion à son dessèchement.
- Cousin Feenix (Lord Cousin Feenix), cousin de Edith Granger, qui la recueille après sa fuite de la maison Dombey.
- Mr Toodle : technicien des chemins de fer, dont le nom évoque le caniche (poodle).
- Polly Toodle (Mrs Richards) : épouse de Mr Toodle, nourrice du Petit Paul sous le nom de « Mrs Richards » qu'impose Dombey. Polly, prénom assez usuel, est une héroïne d'une Nursery Rhyme (comptine) très connue : « Polly put the kettle on » (« Polly, mets la bouilloire à chauffer »)[2].
- Robin Toodle (Rob the Grinder, Biler) : fils des Toodle, qu'on envoie à l'école Charitable Grinders school, ensuite employé au service de Captain Cuttle et de Mr Carker the Manager. Le prénom Robin évoque le rouge-gorge, le surnom Grinder (la meule) rappelle les résidents des hospices, si affamés qu'ils broient des os pour survivre, et Biler quelqu'un de bilieux.
- Good Mrs Brown : vieille chiffonnière qui enlève brièvement Florence et s'avère un personnage clef de l'intrigue.
- Brown Alice (Alice Marwood) : fille de Good Mrs Brown et cousine d'Edith Granger, ancienne maîtresse de Carker, récemment revenue de déportation.

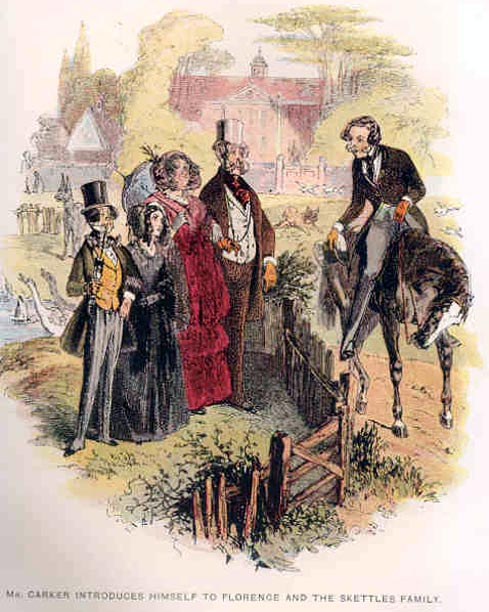
Mr Carker se présente à Florence et à la famille Skettles (ch 24), par Phiz.

- Jack Bunsby : commandant d'un bateau, le Cautious Clara, héros de Captain Cuttle qui le consulte régulièrement sans vraiment comprendre ce qu'il lui dit. Bunsby finit par épouser Mrs MacStinger. Son nom contient bun qui signifie « brioche » et aussi « chignon ».
- Mrs MacStinger : gouvernante de Captain Cuttle, mégère impénitente. Son nom évoque la pingrerie et la mesquinerie.
- Mrs Pipchin : sévère veuve propriétaire d'une pension de famille à Brighton, où séjourne le Petit Paul envoyé pour raisons de santé dans l'institution de Mr Blimber.
- Master Bitherstone : réside chez Mrs Pipchin, plus tard élève de l'académie du Docteur Blimber.
- Miss Pankey : réside chez Mrs Pipchin.
- Sir Barnet Skettles, père de Master Skettles.
- Lady Skettles, mère de Master Skettles.
- Master Skettles : élève à Brighton.
- Doctor Blimber : propriétaire de l'institution de Brighton où le Petit Paul est envoyé comme élève. L'établissement est une véritable serre qui fait pousser les jeunes plantes en graine prématurément.
- Mrs Blimber : épouse de Doctor Blimber.
- Miss Cornelia Blimber : fille de Doctor Blimber, enseignante. Le prénom Cornelia peut renvoyer au King Lear de Shakespeare.
- Mr Feeder : adjoint du Doctor Blimber, enseignant ; son nom signifie : « celui qui bourre de nourriture », sous-entendue pseudo-intellectuelle.
- Diogenes : chien de l'institution du Dr Blimber à Brighton, que le Petit Paul affectionne particulièrement et qui est adopté par Florence après sa mort.
- Mr Brogley : brocanteur de meubles d'occasion, dont le magasin se situe dans Bishopgate Street ; il prend possession de « L'Aspirant de Bois » lorsque Solomon Gills ne peut plus honorer ses dettes. Mais Sol reçoit de l'argent de Paul Dombey pour acquitter son dû et Walter Gay reste avec Brogley après le naufrage du cargo.
- The Native (« l'autochtone ») : domestique indien de Major Bagstock.
- Mrs Wickham : deuxième nourrice du Petit Paul après le renvoi de Polly Toodle.

## Relations
Le titre du roman est en soi révélateur de l'importance qui y est accordée aux rapports unissant les différents personnages et, avant tout, aux relations familiales. En effet, si « Dombey et Fils » est le nom de la compagnie, la présence de la conjonction de coordination relie humainement les deux personnages. D'ailleurs, les premiers chapitres correspondent aux neuf années de l'existence du Petit Paul, mais sa mort scelle un autre avènement majeur que résume la boutade de Miss Tox : « Mon Dieu, mon Dieu, […] qui eut cru que Dombey et Fils eut été Dombey et Fille après tout ! »,. Le chemin avait déjà été balisé par le toast porté par Walter Gay qui s'était écrié : « À Dombey et Fils — et Fille ! ». De fait, le roman ne présente pas une action conforme à son titre, car l'histoire est d'abord celle d'un conflit à sens unique entre un père et sa fille, et il n'est pas le seul : les relations entre parents et enfants, en particulier l'absence parentale, en constituant le cœur, la branche principale comme ses rameaux.

### Dombey, personnage énigmatique

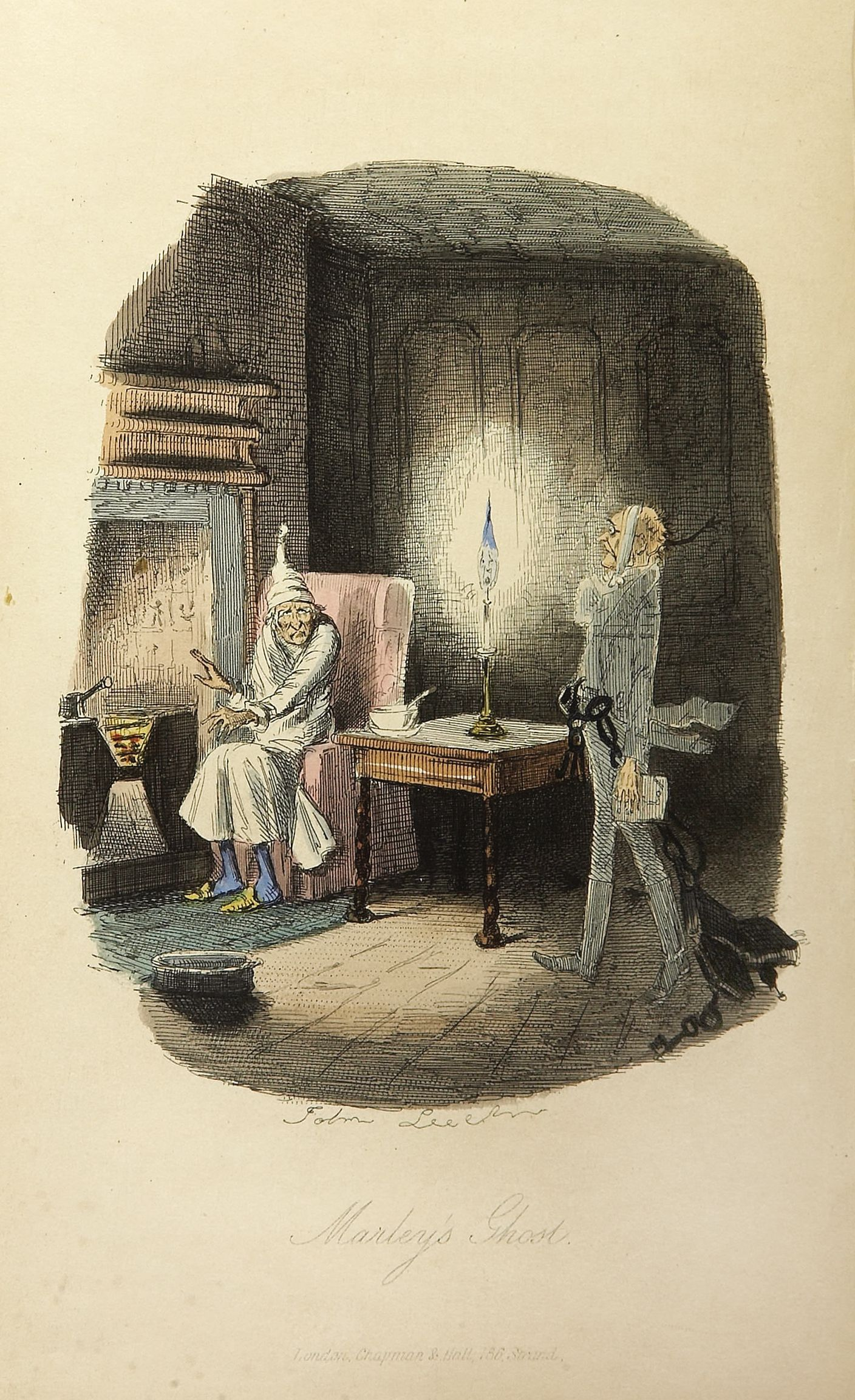
Scrooge et le fantôme de Marley par John Leech.

Selon Elizabeth Gitter, « [a]vec sa froideur comique, Dombey ressemble à Ebenezer Scrooge, mais c'est un personnage plus sombre, plus énigmatique, aussi mystérieux et grotesque que les représentations allégoriques décrites par Walter Benjamin, ». Elle poursuit en arguant qu'à la différence de Scrooge, cependant, sa frigidité émotionnelle n'est pas fondée sur une étiologie enfantine, sa froideur lui venant naturellement, en quelque sorte. Elle en tire la conclusion que son humeur à jamais morose et sèche repose sur une mélancolie fondamentale qui le rend à la fois cruel, entêté, solitaire et implacable. Dombey, poursuit-elle, « règne sur une Angleterre affligée de la même froideur sociétale, une absence de compassion pratiquement universelle ». Ce qui fait que, « en dépit de son rôle central dans un roman victorien, il reste essentiellement un « prébourgeois » emblématique, une synecdoque du monde de désolation où il réside ». À la fin du roman, conclut-elle, « dans une vision suicidaire de sa propre réflexion, il s'expulse du récit pour la bonne raison que Dickens l'utilise non pour un changement de cœur conventionnel, mais pour arracher le masque de la maison Dombey et de la nation tout entière ». Françoise Basch ajoute qu'« il n'est pas présenté comme un individu mais comme le symbole de sa firme et, au-delà, du pays tout entier ».
C'est là une analyse essentiellement sociétale ; la psychanalyse tente un éclairage plus complexe sur lequel nombre de critiques se sont penchés. Si la relation entre Florence et son père relève du complexe d'Œdipe,, rien n'est ouvertement dit par Dickens, non seulement parce que, dates obligent, cette interprétation ne peut intervenir qu'a posteriori, mais surtout parce qu'il procède par séries d'allusions que le lecteur se doit de déchiffrer.

### Dombey, père absent

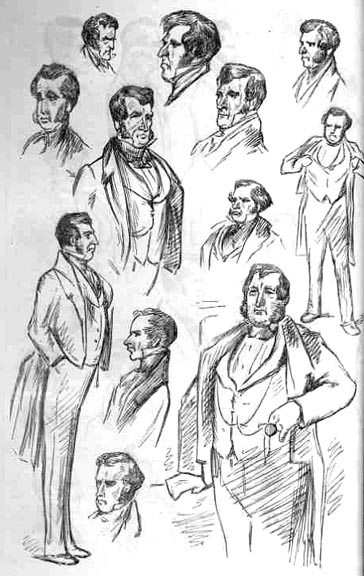
Esquisses pour Mr Dombey, par Hablot Knight Browne.

Quoi qu'il en soit, Dickens, sans doute à jamais blessé par les carences de son propre père et peuplant son œuvre d'enfants privés d'affection parentale, orphelins ou négligés, voire cruellement traités, reste, malgré les apparences, très ambigu lorsqu'il décrit les liens entre Dombey et sa fille Florence qui peuvent, a priori, paraître inexistants : en réalité cette absence même, non seulement obnubile par son omniprésence le champ du roman, mais offre une complexité que le lecteur découvre très tôt, vers la fin du premier chapitre, c'est-à-dire juste avant la mort en couches de Mrs Dombey. Que cette épouse et mère décède ne semble pas être un drame en soi pour le propriétaire des lieux — après tout, une bonne nourrice la remplacera puisque son rôle apparaît in absentia comme simplement alimentaire. Le péril, en revanche, se situerait dans l'aînée, cette fille sans importance qui a, au départ, sinon usurpé, au moins retardé le rôle dévolu à l'enfant qui vient de naître, puisqu'en aucune façon elle n'eût pu hériter de la fière maison.
Or la voici désormais seule avec ce petit frère destiné à de glorieuses destinées et, malgré son jeune âge, tendant naturellement, par son initiative et l'absolue dévotion que lui porte l'enfant, à compenser le manque laissé par la disparition maternelle. Qu'elle devienne, comme Esther Summerson le sera dans La Maison d'Âpre-Vent, une « petite mère » (Little Mother) paraît intolérable au maître des lieux qui n'a ni envie ni besoin, du moins le croit-il, d'une mère de substitution ; pis, il y voit un suprême danger puisque cela représenterait une brèche dans l'exclusivité de sa mainmise sur l'enfant mâle qui, de droit, n'appartient qu'à lui et ne saurait être partagé avec personne ; d'ailleurs la déshumanisation qu'il impose à la nourrice embauchée, Polly Toodle, en fournit la preuve éclatante. À ce titre, Florence, qui déjà cumule les tares, celle d'être fille, celle d'être mal-aimée, celle d'être une intruse, celle d'être inutile, devient une réelle menace qui lui vaudra d'être encore plus brutalement écartée. En réalité, ce que redouterait le plus Dombey, c'est la féminité, dont il entend sevrer son héritier qu'il n'entoure que de vieilles femmes sèches et acariâtres, sa propre sœur par exemple ou, à Brighton, l'épouse et la fille de Mr Blimber, des maîtresses revêches et étrangères à la tendresse. Seule Polly, parce qu'elle a du caractère, donnera à cet enfant qu'elle nourrit un peu de l'amour dont il a besoin, et encore le fera-t-elle clandestinement, ce qui lui vaudra sa place lorsque sa transgression sera découverte. À dire vrai, Florence ne deviendra acceptable qu'à la toute fin du roman, alors que son père, les tempes grises, a perdu de sa superbe et que sa fille est elle-même devenue une épouse et une mère, sans jamais avoir cessé d'être une fille.
En conséquence, bien avant cette conclusion, le rôle du père est assuré par des figures avunculaires, Solomon Gills pour Walter, auquel on ne connaît pas de géniteur, et Captain Cuttle pour Florence, encore qu'ils forment un duo affectueux. On retrouve là le schéma si habituel dans l'œuvre de Dickens où une figure de grand-père prend la relève dans La Petite Dorrit, un père de substitution dans David Copperfield, un tuteur dans La Maison d'Âpre-Vent, un oncle bienveillant dans Les Grandes Espérances. D'ailleurs, dans Dombey et Fils, la figure du père est-elle vraiment restaurée à la fin du roman ? La dernière vision que le lecteur a du personnage n'est plus celle d'un père, mais d'un aïeul diminué, soudain devenu sans aspérités, entièrement dépendant de sa fille, réduit, en somme, au statut du « Vieux P. » de Wemmick, un « Aged P. », en moins sénile, moins idiot et moins grotesque. Sa régénération morale n'aurait-elle pas, après tout, été obtenue au prix d'une régression ? En réalité, ne se serait-il, en s'y intégrant, mis au niveau du groupe de l'Aspirant de Bois, qui, rêvant doucement dans les limbes des bons sentiments, n'est jamais présenté comme un modèle d'inventivité créatrice ? Pour rejoindre leur province, écrit Louis Gondebeaud, « un ancien « mauvais personnage » doit se sevrer de ses relations sociales et intellectuelles, et il le fait comme s'il avait enfin découvert la lumière ». En somme, chez Dickens, la famille idéale est plutôt matriarcale : à la fin de Dombey et Fils, le personnage le plus important est redevenu Florence, l'ange du foyer, l'épouse aimante, la mère attentive, la fille affectueuse, responsable de tout et de tous, préfigurant la bonne Esther Sumerson et donnant la réplique à la vertueuse Agnes.
Ce serait-là une vue au premier degré et certains critiques ont avancé l'idée que la relation entre Mr Dombey et Florence, dans laquelle, disent-ils, le rôle du père est bien plus intéressant que celui de la fille, est fondée sur un sentiment jusqu'alors absent de la fiction dickensienne, la jalousie,. Kathleen Tillotson avait déjà montré que « [d]ans Dombey et Fils, Dickens réussit le remarquable exploit de nous rendre conscients des profondeurs secrètes du personnage, tout en les gardant pour l'essentiel cachées ».

### Dombey, père possiblement jaloux
Hilary Shor note que l'attachement viscéral, tant physique que moral, que porte Florence à sa mère mourante revient à dénier toute légitimité au père, ipso facto exclu, d'où, déjà, une forme de jalousie. Après le décès, Florence s'attache désespérément à son petit frère et Dickens laisse entendre que Dombey ne reste pas indifférent à cette préférence. À ce sujet, il est une scène emblématique souvent citée : alors qu'il perçoit la douceur d'une voix, Dombey quitte sa pièce et regarde Florence grimper laborieusement l'escalier avec le Petit Paul dans les bras ; « ils disparurent hors de sa vue, et son regard s'attarda vers le haut jusqu'à ce que les mornes rayons de la lune, luisant avec mélancolie par le sombre vasistas, le renvoient dans son bureau ». Q. D. Leavis souligne l'évidente « exclusion de Dombey dans cette scène ». Plus tard, après le décès du Petit Paul, ce majestueux escalier se trouvera élevé par Dickens à la hauteur d'un symbole : « le maître des lieux n'y mettait que rarement les pieds, mais c'est par là que son petit enfant était monté aux cieux ». Ainsi, écrit, Nanako Konoshima, « Florence accroît innocemment la jalousie de Dombey et l'impression défavorable qu'il a d'elle, si bien que chaque tentative qu'elle fait pour se rapprocher de lui est vouée à l'échec ».
De plus, Nina Auerbach note certaines ressemblances entre Florence et son père, chacun incapable d'exprimer, que ce soit par l'expression du visage ou par la parole, la moindre manière de communication réciproque. Il y a là, ajoute-t-elle, une forme de cécité mutuelle, d'ailleurs exprimée métaphoriquement, lorsque Florence, lors des visites nocturnes à son père endormi, est décrite comme « aveuglée » par les larmes. Dombey lui aussi, reste « aveugle » aux vertus de sa fille, ce que Dickens répète en le qualifiant d'« idiot aveugle », cécité encore signifiée lors du voyage en train avec le Major Bagstock, pendant lequel Dombey s'avère incapable de sensations visuelles, ne percevant que la mélopée des rails qui scandent la complainte du fils mort. Il faut attendre la faillite de sa maison, pour qu'il commence timidement à se souvenir de la bonté dont sa fille ne s'est jamais départie, puis la reconnaisse comme en une véritable révélation telle qu'elle a toujours été : « Oh, comme elle s'est dissipée, cette brume à travers laquelle il l'avait vue, et combien elle la lui révélait sous son véritable jour ! »
En conclusion, Nina Auerbach pense que « Dombey finit par devenir Florence », d'abord en revivant les souffrances qu'elle a endurées, la solitude, l'abandon, la friche morale de la maison, ensuite en reconnaissant son statut, celui d'être « une fille après tout ».

### Dombey et la féminité de sa fille

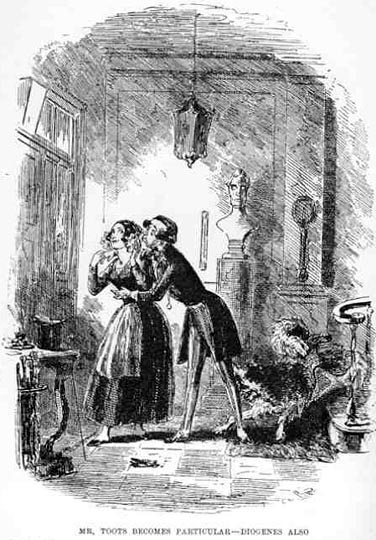
Mr Toots se prend soudain d'une affection pressante pour Florence (chapitre 22).

L'admirateur de Florence, Mr Toots, l'a déjà déclarée « la plus belle, la plus aimable, la plus angélique de toutes les femmes », ce qui, d'après Kristina Aikens, doit être pris comme un tribut à « son énergie sexuelle ». Et c'est au moment où Dombey revient de son voyage de noces, auquel Edith dénie l'appellation de « lune de miel », que d'un coup le père « aveugle » prend conscience que sa fille s'est métamorphosée en femme, et désormais, le texte va se surcharger, « quoique implicitement, écrit Louis Gondebeaud, de connotations sexuelles ».
La scène se situe au chapitre 35 et comprend deux parties distinctes, la première en focalisation interne permettant de lire les pensées de Dombey, la seconde avec la voix du narrateur reprenant le récit en main. Toutes les deux concourent au même but, révéler le trouble qui envahit soudain cet homme de fer à la vue de la fille à laquelle il n'a jusqu'alors porté aucune attention. Dickens insiste sur le lourd regard, certes dissimulé, la respiration discrètement courte, l'impossibilité de détacher la vue de cette contemplation. Puis la scène se transporte dans le bureau où Florence n'a jamais eu le droit de pénétrer : or la voici, non seulement autorisée à s'y asseoir, mais une fois de plus soumise au regard appuyé que camoufle un mouchoir adroitement posé sur le visage pour simuler le sommeil. Et le narrateur d'intervenir : « Plus il la regardait, plus il se sentait mollir envers elle, oui, de plus en plus […] Elle ne lui apparaissait plus comme […] comme une rivale - monstrueuse pensée – mais comme l'esprit de sa maisonnée […] Il se sentit l'envie de lui parler, de l'appeler à ses côtés. Les mots "Florence, viens ici !" montaient jusqu'à ses lèvres, mais lentement et difficilement, tant ils paraissaient étranges, mais ils furent interrompus et étouffés par le bruit d'un pas dans l'escalier ».
Certes, le narrateur ne fait aucune allusion à un quelconque désir incestueux de la part de Dombey : il y aurait plutôt révélation que Florence a, après tout et malgré lui, assumé des rôles dont il a cru pouvoir se passer, celui de mère de substitution auprès du Petit Paul, celui de compagne de sa malheureuse épouse Edith, enfin de fille dévouée et aimante envers lui, encore que, d'après Linda Zwinger se référant à certains critiques qu'elle déclare « subtilement misogynes », ce serait plutôt Florence « qui mettrait son père à la torture par son chantage émotionnel et ses égoïstes exigences d'attention ». Quoi qu'il en soit, Dombey sait désormais (mais est-il prêt à se l'avouer et le reconnaître ouvertement ?)  que l'amour féminin a constamment et, malgré lui, habité sa maison, d'abord dans une enfant, aujourd'hui dans une jeune femme à l'aube de l'épanouissement. Louis Gondebeaud ajoute que « si Florence est longtemps apparue comme le nœud d'un réseau convergent de sentiments négatifs chez son père, le moment est venu pour lui d'entrevoir ses frustrations qui, après l'avoir paralysé, finiront par se sublimer en un comportement avunculaire ».

### Dombey et le sacrifice du fils

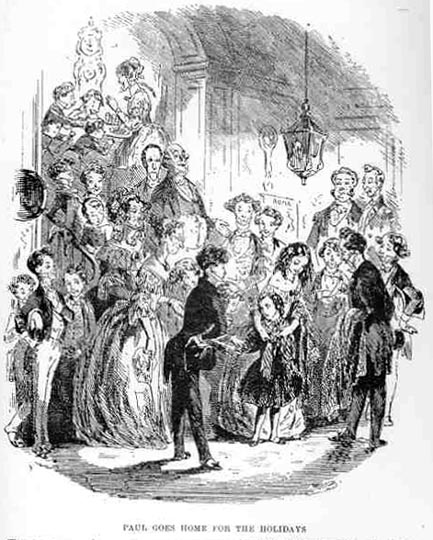
De plus en plus vieillot, Le Petit Paul s'apprête à quitter Brighton pour les vacances (ch 14), par Phiz.

La relation entre le Petit Paul et son père reste ambiguë : le plus souvent, il ne lui témoigne que de la froideur, comme si l'atmosphère glacée de la maison avait envahi jusqu'à son sentiment. Pourtant, Mr Dombey n'a d'yeux que pour lui, non pas des yeux aimants mais fiers et ambitieux. Son rôle se limite donc à veiller à son éducation, rigide et solitaire, puis confiée à la serre de Brighton où les jeunes plantes montent en graine et sont vite étouffées. Cela dit, Dickens a voulu que cet enfant ne soit pas comme les autres, le dotant d'une « sancta simplicitas » qui en fait un « puer senex », ce qu'explique de façon imagée le chapitre 14, entièrement consacré à ce statut inhabituel : Paul, y est-il dit dès le titre, « devient de plus en plus vieillot » (« grows more and more old-fashioned »), cette dernière expression revenant comme un leitmotiv. Qu'est-ce à dire ? Qu'il est doux et calme, qu'il garde le plus souvent les mains serrées, qu'il aime à contempler les vagues et les nuages, qu'il ne s'intéresse pas à l'argent, que son plus secret désir est de partir à la campagne avec sa chère Florence, de parcourir les champs et les bois, d'avoir un beau jardin et de jouir à jamais de la compagnie des oiseaux, d'admirer leur plumage et les arcs-en-ciel, de savourer le silence, la tombée de la nuit. Ainsi, explique le narrateur, se trouve-t-il en symbiose avec l'harmonie de l'univers, à l'unisson du cosmos tout entier,.
En un sens, ce fils étrange a été sacrifié par le père, comme le souligne David Lee Miller qui, sans vraiment l'expliciter, insère cet exemple dans la longue tradition remontant à Isaac que s'apprête à tuer son père Abraham sur l'ordre de Dieu,, et le relie au Conte d'Hiver de Shakespeare.
La mort de l'enfant, pourtant si pathétique, ne supprime pas la figure du fils, puisque son rôle se voit repris par Walter, le jeune homme devenant comme un double posthume du disparu, s'embarquant sur un mythique « Fils et Héritier » et inspirant à Florence un très fort sentiment d'abord fraternel : « Ah ! Si je l'avais pour frère maintenant ! », confondant même l'un et l'autre au chapitre 49 lorsqu'elle s'écrit : « Oh, cher, cher Paul. Oh ! Walter! », si bien qu'en un sens, le retour du second porté disparu est comme une résurrection du premier. Le parallèle entre Paul et Walter se renforce aussi dans l'égale hostilité que leur porte James Carker : en effet, la mort de Paul avait éliminé un rival évident vers l'usurpation du pouvoir, et celle de Walter arrivait comme une bénédiction, puisque s'ouvrait la route convoitée vers Florence.

### Mère et fille

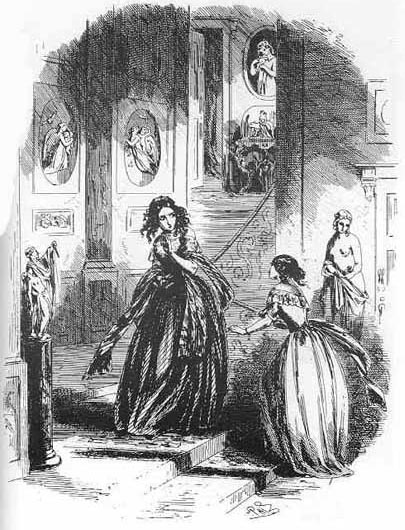
Florence et Edith sur l'escalier peu avant la fuite, par Phiz.

L'absence du père n'est pas la seule à être déplorée par Dickens, presque toutes les mères dépeintes dans Dombey et Fils représentent des figures négatives, aliénées de leur enfant ou le considérant, telles Mrs Brown et Mrs Skewton, comme une marchandise à faire valoir à la foire au mariage. De plus, aucune véritable mère de substitution ne prend le relais parmi les femmes plus âgées gravitant autour de Mr Dombey ou même dans le cercle de l'« Aspirant de Bois » : d'un côté Mrs Chick partage à quelques nuances près la même indifférence que Dombey, de l'autre Mrs MacStinger reste une mégère acariâtre ne le cédant en rien à la future Mrs Gargery, mue par la seule ambition de poursuivre sa carrière de mégère avec une énergie sans fin renouvelée, comme auto-propulsée.
La seule figure maternelle acceptable, Polly Toodle exceptée, semblerait être celle d'Edith Granger, devenue la seconde Mrs Dombey, qui concentre toute la puissance de sa frustration sur Florence. Françoise Basch explique que chez Dickens, « l'innocence et la pureté des êtres angéliques comme Florence suscitent chez les femmes impures, tourmentées mais solitaires et retranchées dans leur orgueil, une sorte de conversion intérieure, d'attendrissement ». Pour autant, il ne s'agit pas d'une mère mais d'une belle-mère, et Dickens leste cette relation d'un pathos si appuyé, en particulier lorsque Florence s'adresse à elle en disant « Maman », qu'il semble éprouver le besoin de faire rappeler par son narrateur que la vraie maman n'est plus et que cette « Maman » reste une étrangère.
En réalité, l'unique figure de mère idéale demeure Florence, l'antidote de toutes ses mauvaises homologues du roman, les Good Mrs Brown ou autre Mrs Skewton, tant et si bien qu'elle devient l'incarnation d'un amour universel englobant tous ses semblables, hommes ou femmes, ainsi que tous les êtres sensibles de la nature auxquels elle ne mesure pas son affection.

## Caractérisation
Dombey et Fils présente d'abord toute une galerie de « personnages-humeurs », qu'individualise une excentricité de comportement, langage, gestuelle, habillement, etc., et d'autres, victimes de leur famille ou de la société. Pour dépeindre et faire vivre les uns et les autres, Dickens déploie une panoplie de procédés issus de la tradition du XVIIIe siècle, souvent satiriques et humoristiques pour les premiers, plutôt mélodramatiques et sentimentaux pour les seconds.

### Humoriste aimable

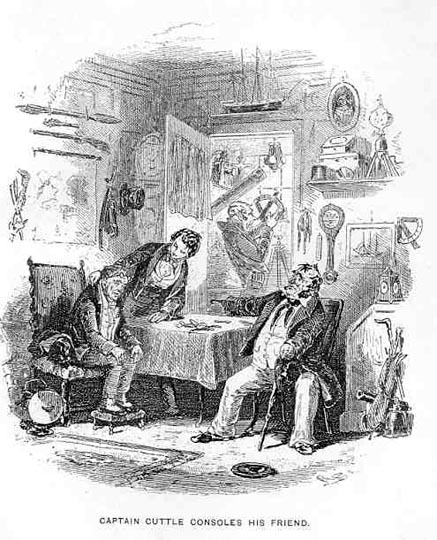
Le Commandant Cuttle console Solomon Gills, par Phiz.

Le commandant Cuttle ne se sépare jamais de son chapeau satiné, Mr Toots de ses costumes ajustés sur mesure, une véritable obsession chez lui ; Gills, Cuttle, Bunsby, quant à eux, offrent tous la même rudesse de loups de mer, mais se laissent facilement dompter par la beauté et la délicatesse de Florence, ou, au contraire, le terrorisme de la redoutable Mrs MacStinger. Pour utiliser les distinctions établies par Joseph Addison, ce sont de « vrais excentriques » (« true humours »), à l'opposé des « faux excentriques », soit nantis d'imperfections naturelles mais bien disposés envers autrui, quoiqu'en butte à l'égoïsme, la malveillance et la ruse du monde extérieur.
Or, si ces personnages sont des « humeurs », aucun n'est un « humoriste », soit un plaisant observateur de la vie. À la différence de Dr Primrose dans Le Curé de Wakefield d'Oliver Goldsmith, ou de Yorick dans Le Voyage sentimental de Laurence Sterne, ouvrages de fiction, il est vrai, écrits à la première personne, ils ont besoin d'un narrateur aussi visible que pertinent, cette troisième personne et cette omniscience de la voix qui relèvent de la tradition du XVIIIe siècle, celle de Fielding, Smollett et Sterne dans Tristram Shandy ou Humphry Clinker. D'ailleurs, le commandant Cuttle n'est pas sans rappeler le Matthew Bramble de ce roman, encore que le héros de Smollett, quoique doux et généreux comme son homologue dickensien, sache garder la tête raisonnablement froide lorsque les circonstances l'exigent. Alors Dickens les remplace et devient l'« humoriste aimable » (« amiable humourist ») qui fait défaut, les traitant avec gentillesse et leur épargnant le moindre dérapage vers la mesquinerie. En ce sens, ils répondent pleinement à la définition qu'en donnait William Congreve en 1695 : « [ils ont] une manière bien à eux et invariable d'agir, de parler, qui les distingue de leurs semblables, ».
Par cette technique, Dickens se fait chroniqueur des contradictions, des bizarreries et des incohérences humaines, démystifiant avec indulgence le commandant Cuttle, d'aspect si viril et même si militaire, au parler bourru des gens de la mer, qui s'avère en réalité un homme timide, pétri de douceur et d'enthousiasme, exemple même d'une âme noble et étrangère à la mesquinerie que rudoient les coups meurtriers du monde de Dombey ; son rôle d'humoriste consiste à attirer l'attention du lecteur sur l'angélisme de sa cécité, la naïveté de sa bonne foi, l'inefficacité de son indignation vertueuse. Avec Solomon Gills, les choses deviennent plus ambiguës : il s'agit bien d'un « personnage-humeur », comme en témoigne son portrait au chapitre 4, mais si le narrateur incite au sourire en rappelant à satiété le caractère borné de la gestion obsolète de son atelier, il lui épargne la catastrophe annoncée par deux miracles pouvant paraître incongrus, l'aide financière de Dombey et un retour inespéré sur d'anciens investissements.
Avec ces personnages, Dickens réussit à doser subtilement sentiment et ironie : en témoigne une scène du chapitre 32 concernant, une fois encore, le commandant Cuttle qui se révèle incapable de réprimer une larme au souvenir de Walter. Là, Dickens se garde de tout mélodrame et le montre symboliquement appliqué à essuyer de sa manche les gouttes perlées sur l'enseigne de l'échoppe, puis soudain « transférant » (« transferring ») furtivement cette manche mouillée à sa joue. Aucun commentaire, le seul clin d'œil restant l'usage quelque peu pédantesque du verbe « transférer »,.

### Satiriste ironique
D'autres sont de « faux excentriques » (« false humours »), procédant de l'affectation et marqués par une vacuité morale qui engendre un égoïsme souverain. Tel est, par exemple, le cas de Mrs Skewton, de J. B. Bagstock, de Mr Chick, de la famille Blimber à Brighton. Mrs Skewton est obnubilée par la manière de s'habiller et fait mine de vénérer le passé, mais par pure affèterie ; Joey B. est connu pour ses maniérismes d'expression, ses soudains élans de générosité factice, son amitié aussi inopinée que vite retirée ; Mr Chick se pâme à siffler des airs démodés et les Blimber à pratiquer ce que Louis Gondebeaud appelle « une véritable nécrophilie verbale ». Ces derniers personnages sont traités par Dickens sur le mode ironique par lequel il les expose tels qu'ils sont au grand jour ; en fait, il les réduit à des caricatures que résument leurs maniérismes, leurs faiblesses et leurs folies. Là s'arrête leur caractérisation, nul effort n'étant tenté pour sonder en deçà : sans doute est-ce pourquoi ils sont toujours décrits en action, ou alors dans la gesticulation qui leur sert de psychologie. Face aux événements extraordinaires, par exemple la mort de Mrs Dombey, le second mariage de Mr Dombey, la fuite d'Edith avec Carker, condamnés qu'ils sont à jamais de se répéter, ils réagissent invariablement selon le schéma préétabli qui leur a été tracé.

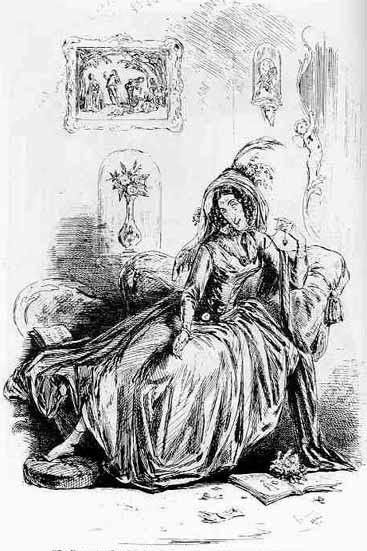
Mrs Skewton, par Hablot Knight Browne, estampe séparée des parutions mensuelles.

Cela dit, ils ne sont pas sans avoir un certain impact sur le lecteur, car ils finissent par devenir des grotesques ayant atteint le dernier stade de la momification psychologique, leur vie réduite à un mode de vie, un semblant de vie artificiel et mécanique. Suspendus dans le temps, comme figés dans un immédiat sans cesse renouvelé, ils représentent une perversion de la nature à son plus bas degré. En tant que tels, ils acquièrent une double signification : ils sont en effet destinés à faire rire, mais dépassent aussitôt leur dimension comique pour incarner des manies, des idées fixes et des vices existant bel et bien dans la vie réelle. Ainsi participent-ils pleinement de l'architecture générale du roman. À ce titre, l'exemple de Mrs Skewton est éloquent : assez semblable à son homologue Deportment Turveydrop, elle apparaît comme une pièce montée où tout est faux, les dents, les postiches, les rembourrages, et cet emblème bariolé, ce mannequin gonflé, ce cadavre costumé vit aux dépens de sa fille qu'elle vampirise sans vergogne en déguisant avec maestria son cannibalisme parental en attention maternelle. De ce fait, elle pervertit les concepts d'amour et de devoir dont elle se gargarise et apparaît comme un parasite sans scrupule à l'égoïsme rapace : le lecteur peut alors entrevoir un « intérieur » aussi faux que l'« extérieur » et situer en bonne place cette parodie de mère, responsable de la désintégration de sa fille, et au-delà de sa caste, au tableau des « faux parents » dont Dickens n'a de cesse de stigmatiser la monstruosité.

### Narrateur sentimental
Qu'il y ait des larmes, du drame et beaucoup de sentiment dans Dombey et Fils est indéniable, et Dickens s'est longtemps fait critiquer sur ce point. C'était ignorer que son public était, selon Leslie Stephen, qui ici se voulait méchant, « à moitié instruit », et que son siècle était particulièrement larmoyant, tout à fait enclin à apprécier le conseil de Wilkie Collins : « Faites-les pleurer ».

#### Personnages relevant du sentimentalisme

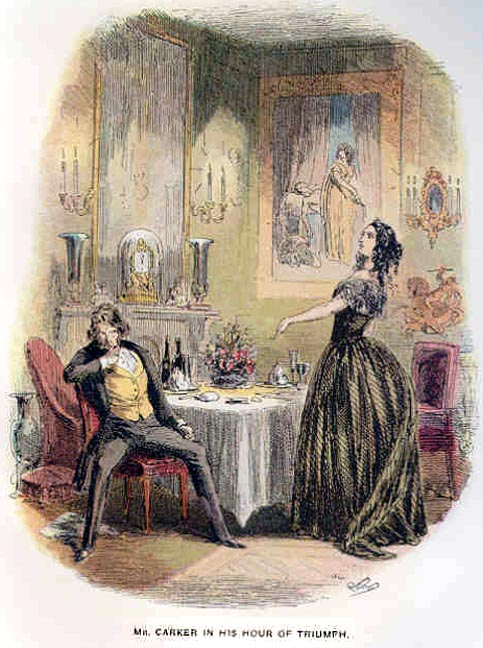
Edith défie Carker en France, par Phiz (image colorisée).

Ce sentimentalisme et ce mélodrame sont traditionnels, surtout lorsqu'ils s'attachent à la situation des enfants, représentatifs d'une société qui, par ignorance ou égoïsme, broie les plus faibles avec son système familial, ses institutions charitables ou scolaires, comme, ici, les orphelins de mère : le Petit Paul, face à l'incompréhension, la rudesse et l'indifférence, d'autant moins compris qu'il est doué d'une intuition et d'une intelligence adultes ; et Florence, l'ange du foyer solitaire et négligé, que sa situation rend extrêmement encline aux larmes, en proie, signale Sylvère Monod, à « quatre-vingt-huit crises de sanglots au long du roman ».
Pour autant, les enfants ne sont pas seuls à subir ce pathos souvent appuyé, on le retrouve dans le traitement des femmes dites perdues ou tombées, telles Alice Marwood (chapitre 33) : « une mauvaise conduite, et le remords, les voyages, la disette, et les intempéries, la tempête en moi et autour de moi, ont usé ma vie. Elle ne durera plus bien longtemps »,, et, jusqu'à un certain point Edith Granger, jamais larmoyante il est vrai, mais volontiers drapée dans des postures dramatiques, port noble, diadème, pose de reine courroucée, le couteau à la main à l'hôtel de Dijon. Sylvère Monod est sévère à son égard, tant il trouve artificiel son destin pathétique : « elle n'est qu'une femme perverse, écrit-il, qui ruine la carrière d'un homme en l'épousant sans amour et en refusant de se soumettre à sa volonté, puis provoque la mort d'un autre en lui donnant l'apparence d'être son amant. Elle est surtout inexplicable » ; et de conclure : « Ainsi, dans Dombey, le pathos se taille une part royale ». Kathleen Tillotson est moins catégorique et voit dans le mélodrame « une façon de faire accepter la pécheresse dans le cadre des lectures en famille ». Françoise Basch ajoute que dans le genre, « la pécheresse devient à la fois un personnage familier et parfaitement étranger à la vie quotidienne, donc inoffensif ».

#### Scènes obligées et procédés
À ces personnages relevant souvent du pathétique correspondent des scènes stéréotypées depuis, entre autres, les romans de Richardson ou de Goldsmith. Sur cette palette figurent des passages obligés : la scène du lit de mort, lors du décès de la première Mrs Dombey, chargée d'un lourd symbolisme, et surtout celle du Petit Paul, ponctuée de gestes et de paroles déchirantes, pourvoyeuse de larmes que nombre d'éminents contemporains ont reconnu avoir versé. S'ajoute un sentimentalisme domestique à la manière du Curé de Wakefield, touchant d'abord la famille Toodle ou encore les résidents de « L'Aspirant de Bois ». Enfin s'opposent les scènes de départ et de réunion, tel l'adieu d'Edith à Florence serti de paroles dramatiques qu'entrecoupent des silences larmoyants, ou le retour pudique de Walter auprès de Florence, bientôt suivi de celui, exubérant, de Solomon Gills parti à sa recherche.
Dickens utilise nombre d'autres procédés traditionnels, d'abord la théâtralité dramatisant les postures, exacerbant les mots qui perdent souvent leur cachet populaire pour se faire plus littéraires, les intrusions auctoriales chargeant le récit d'un symbolisme récurrent centré sur la mer, les vagues, le fleuve, ou les apostrophes directes aux personnages avec de longues péroraisons, indignées et moralisatrices lorsqu'il s'agit de la froideur de Dombey, exubérantes et attendries à l'égard de Florence, ou encore amusées et indulgentes envers les hôtes de « L'Aspirant de Bois ».

#### Fonction du sentimentalisme

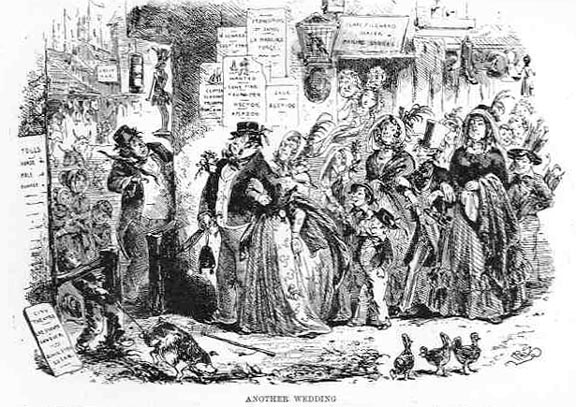
Le mariage de Florence et de Walter par Phiz.

Aujourd'hui, ce sentimentalisme et ce mélodrame sont reconnus comme servant le schéma général de la création dickensienne. Northrop Frye, en particulier, prétend que Dombey et Fils n'est autre qu'« une version de la romance sentimentale donnant priorité à la Providence, la passivité et la patience plutôt qu'à l'action volontaire sur l'histoire ».
De fait, Dickens place l'état d'innocence au centre de son roman, face au monde déchu des adultes que corrompt l'argent (Dombey) ou la passion sexuelle (Edith et surtout Alice Marwood). À ce titre, Florence joue un rôle crucial, car appartenant à « une structure de parenté patriarcale », elle reste l'enfant soumise à l'autorité parentale, promue à l'âge adulte au statut d'éternelle Cendrillon idéalisée, à la pureté intacte mais interdite d'accès au statut des princesses de conte de fées. Elle personnifierait donc, écrit Louis Gondebeaud, « une forme de passivité alliée à un pouvoir de rédemption ; plus qu'une héroïne sentimentale, elle semble être une figure chrétienne, une Vierge Marie ».
Dans Dombey et Fils, les parents, à l'exception des Toodle, tentent de déposséder leurs enfants de leur enfance. Ainsi, le Petit Paul, forcé à une croissance accélérée dans l'institution Blimber de Brighton, devient adulte avant d'avoir été petit garçon, perd toute joie de vivre et s'étiole irrémédiablement ; si Florence qui l'y rejoint lui survit, c'est que pour une fois sa condition de fille l'a servie, lui épargnant l'éducation forcée dont son petit frère a été gavé. Il est d'autres enfants qui se rebellent, comme Rob the Grinder, réfugié dans une occupation aux limites de la délinquance ; et avant lui, Alice Marwood et Edith Granger qui ont trouvé refuge dans ce que Northrop Frye appelle « l'abîme de la sexualité adulte, la contrée encore inexplorée d'où, dans le roman victorien, nul personnage féminin ne revient », préférant, à la différence de Florence, le statut de « femmes déchues » à la soumission et la passivité.
En revanche, le cas de Walter Gay reste le seul exemple de succès et d'ascension sociale : si, au départ, Dickens avait l'intention de le cantonner à une destinée semblable à celle de Carker the Junior, après avoir changé ses plans, il s'est préoccupé de l'aspect conte folklorique de sa modeste réussite finale ; tour à tour, il le présente comme un « prince des temps modernes », « un nouveau Richard Whittington », « le Saint-George de l'Angleterre » ; en réalité, Walter, même promu en figure de légende, n'apparaît jamais comme un personnage vraiment « actif », encore moins charismatique ; la raison en est que Dickens a prévu de l'unir à Florence en un mariage ressemblant beaucoup à un retour à l'enfance. D'ailleurs, le titre du chapitre décrivant cette cérémonie s'intitule de façon explicite « Un autre mariage », rappel chronologique, certes, mais aussi écho inversé du premier entre Dombey et Edith : au lieu de sang et de sexe, il y sera question d'un Éden d'innocence candide, « fort éloigné du grand monde qui les entoure, et sis en un lieu enchanteur », insiste Dickens.
L'ultime conversion de Dombey peut, elle aussi, être interprétée comme un retour à l'état de l'enfance, donc à une régression : au chapitre 1, le narrateur explique, en un contraste sonnant comme un aphorisme, que « Dombey avait toujours été dans les peaux  et non dans les cœurs ». À la fin du roman, l'homme prématurément vieilli attache plus de valeur « aux cœurs qu'aux peaux » : pour cela, il a dû sacrifier le Petit Paul sur l'autel de son orgueil, puis endosser à son tour sa maturité démodée old-fashioned, devenir un Petit Paul à l'envers en quelque sorte, un puer senex mué en un senex puerus.
En définitive, le dénouement ne relèverait pas du type sentimental, représentant plutôt la réponse de Dickens aux conflits sociaux et privés ; en cela, fidèle à lui-même et à sa vision du monde, cette fin se fonde sur les valeurs chrétiennes traditionnelles, mais comme sécularisées. Non que l'ensemble ressortisse au schéma du Bildung's Roman, à la différence, par exemple des Grandes Espérances qui suit l'itinéraire d'un enfant ayant, à l'âge adulte, un rendez-vous avec lui-même. Comme l'a écrit Northrop Frye, c'est plutôt une « romance de famille sentimentale », idéalisant un mode de vie domestique assez philistin, glorifiant par l'exemple l'innocence princeps de l'enfance.